# Øystein Ore

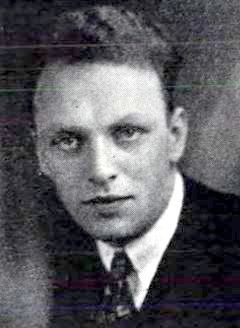
Øystein Ore

Øystein Ore (Oslo, 7 oktober 1899 - aldaar, 13 augustus 1968) was een Noors wiskundige.
Ore is met bekend van zijn werk aan de ringtheorie, Galois-verbindingen en vooral de grafentheorie.

## Leven

### Studie
Ore studeerde in 1922 af aan de Universiteit van Oslo met doctorandus graad in de wiskunde. In 1924 promoveerde hij onder supervisie van Thoralf Skolem aan de Universiteit van Oslo op een proefschrift met de titel Zur Theorie der algebraischen Körper. Ore studeerde ook aan de Universiteit van Göttingen, waar hij Emmy Noethers nieuwe benadering van de abstracte algebra leerde kennen. Hij was ook een fellow aan het Mittag-Leffler Instituut in Zweden. Hij verbleef enige tijd aan de Universiteit van Parijs. In 1925 werd hij benoemd tot wetenschappelijk medewerker aan de Universiteit van Oslo.

### Professoraat aan Yale
De aan de Yale-universiteit verbonden wiskundige James Pierpont was in 1926 in Europa op zoek naar Europees wiskundetalent. Daar raakte Ore in zijn vizier. In 1927 werd Ore tot assistent-professor in de wiskunde aan Yale benoemd, een jaar later in 1928 werd hij er associate-professor en weer een jaar later, in 1929, gewoon hoogleraar. In 1931 werd hij aan Yale tot Sterling Professor benoemd, een functie die hij tot aan zijn emeritaat in 1968 zou blijven vervullen.

### Rol in wetenschappelijke genootschappen
Ore was in 1941 een AMS Colloquium docent. In 1936 was hij de plenaire spreker op het Internationaal Congres in Oslo. Hij werd verkozen in de Amerikaanse Academie van Kunsten en Wetenschappen en de Oslo'se Academie van Wetenschappen. Hij was in 1930 ook een van de zestien oprichters van de Econometric Society.

### Inzet voor Noorwegen in WO II
Bijna elke zomer bezocht Ore Noorwegen. Tijdens de Tweede Wereldoorlog was hij actief in de beweging "American Relief for Norway" en "Free Norway". Uit dankbaarheid voor bewezen diensten aan zijn geboorteland tijdens de oorlog werd hij in 1947 gedecoreerd met de Riddersorde van St. Olav.

### Huwelijk en hobby's
In 1930 trad Ore in het huwelijk met Gudrun Lundevall. Het echtpaar kreeg twee kinderen. Hij had een passie voor schilder- en beeldhouwkunst, verzamelde antieke kaarten en sprak verschillende talen.

## Werk

### Abstracte algebra
Zijn vroege werk was aan algebraïsche getallenlichamen en hoe deze te ontbinden in  idealen gegenereerd door een priemgetal, in priemidealen. Vervolgens werkte hij aan non-commutatieve ringen, waarbij hij zijn gevierde stelling bewees over het inbedden van een domein in een delingsring. Daarna onderzocht hij veeltermringen over scheve velden, en probeerde hij zijn werk over het factoriseren uit te breiden naar niet-commutatieve ringen.

### Uitgave verzamelde werken van Dedekind
In 1930 werden de Verzamelde werken van Richard Dedekind in drie delen gepubliceerd. Dit was een gezamenlijk project van Emmy Noether en Øystein Ore.

### Rooster- en grafentheorie
Vervolgens richtte hij zijn aandacht op roostertheorie. Samen net Garrett Birkhoff introduceerde hij dit onderwerp in de Verenigde Staten. Ores vroege werk aan de rooster theorie leidde hem tot de studie van gelijkwaardigheid en sluitingsrelaties, Galois-verbindingen en ten slotte de grafentheorie die hem tot het einde van zijn leven bezig zou blijven houden.

### Geschiedenis van de wiskunde
Ore had een levendige belangstelling voor de geschiedenis van de wiskunde. In zijn biografieën van Cardano en Niels Henrik Abel gaf hij er blijk van om wiskundige ideeën op duidelijk wijze uit te kunnen leggen aan niet wiskundigen.

## Boeken door Ore
- (fr)  Les Corps Algébriques et la Théorie des Idéaux (1934)
- (fr)  L'Algèbre Abstraite (1936)
- (en)  Number Theory and its History (1948)
- (en)  Cardano, the Gambling Scholar (Princeton University Press, 1953)
- (en)  Niels Henrik Abel, Mathematician Extraordinary (U. of Minnesota Press, 1957)
- (en)  Theory of Graphs (1962)
- (en)  Graphs and Their Uses (1963)
- (en)  The Four-Color Problem (1967)
- (en)  Invitation to Number Theory (1969)